# Didier Malherbe
Didier Malherbe (Párizs, 1943. január 22. –) francia szaxofonos és fuvolista. Egyik alapítója volt a  canterburyi szcénához tartozó Gong együttesnek.

## Pályafutása
A párizsi lázongások furcsa légkörében találkozott 1968 májusában az ausztrál énekes-gitárossal és költővel, a Soft Machine volt tagjával, Daevid Allennel, akivel a Gongot létrehozták. Az együttes valódi nemzetközi közösség volt és a Mallorca-beli Deya volt a szülőhelye. Franciaországban és Európában turnéztak, mielőtt 1971 júniusában, az első Glastonburyi Fesztiválon való fellépésükkel a brit zenei élet részévé nem váltak.
A Virgin Records kötött velük szerződést 1973-ban és albumuk, a Camembert Électrique a listákra került. A Gong folytatta a sűrű turnézást Angliában és Európában, miközben létrehozta a legendás Radio Gnome trilógia albumait: Flying Teapot, Angel's Egg és You.
1975-ben, mikor Allen távozott Didier tovább folytatta a Gonggal, melynek a felállása ekkor így nézett ki: Steve Hillage, Mike Howlett, Pierre Moerlen - az 1976-os Shamal-on, majd az 1977-es Gazeuse!-ön Alan Holdsworth és Mino Cinelu.
1978-ban Malherbe-en volt a távozás sora. Visszatért Franciaországba és összehozta az öttagú Bloom együttest. Albumuk 1980-ban jött ki az EMI-nél, leginkább jazz-rock stílusú volt. A legmeghatározóbb változás akkor jelentkezett zenei irányultságában,  mikor 1994-ben összeállt a multi-instrumentalista Loy Ehrlichhel és az ütőhangszereken játszó Steve Shehannal és egy sajátságos, fúvósok által meghatározott, akusztikus etno-jazzt kezdtek játszani.Hadouk néven turnéztak és játszottak számos zenésszel Európában, miközben Malherbe maga folytatta egyéni fellépéseit más zenészekkel (különösen Brigitte Fontaine-nel és a gitáros Pierre Bensusannal) Japánban és az Egyesült Államokban. 2006-ban a Hadouk kiadott egy albumot az úttörő amerikai trombitás Jon Hassell közreműködésével, ennek címe Utopie volt.

## Fordítás
- Ez a szócikk részben vagy egészben  a   Didier Malherbe című angol Wikipédia-szócikk ezen változatának fordításán alapul.  Az eredeti cikk szerkesztőit annak laptörténete sorolja fel. Ez a jelzés csupán a megfogalmazás eredetét és a szerzői jogokat jelzi, nem szolgál a cikkben szereplő információk forrásmegjelöléseként.